# Caracciolo Parra Olmedo
Caracciolo Parra Olmedo é um município da Venezuela localizado no estado de Mérida.
A capital do município é a cidade de Tucani.